# 呂号第五十八潜水艦
|          |                                                                |
| 艦歴     |                                                                |
| 計画     | 大正7年度計画                                                  |
| 起工     | 1921年2月15日                                                  |
| 進水     | 1922年3月2日                                                   |
| 就役     | 1922年11月25日                                                 |
| 除籍     | 1945年9月15日                                                  |
| その後   | 1945年5月1日予備艦 1945年10月米軍により海没処分                |
| 性能諸元 |                                                                |
| 排水量   | 基準：889トン 常備：920.1トン 水中：1,102.7トン                |
| 全長     | 72.72m                                                         |
| 全幅     | 7.16m                                                          |
| 吃水     | 3.96m                                                          |
| 機関     | ヴィッカース式ディーゼル2基2軸 水上：2,400馬力 水中：1,600馬力 |
| 速力     | 水上：17.1kt 水中：9.1kt                                       |
| 航続距離 | 水上：10ktで5,500海里                                          |
| 燃料     | 重油：98トン                                                   |
| 乗員     | 46名                                                           |
| 兵装     | 短8cm高角砲1門 53cm魚雷発射管 艦首4門 魚雷8本                  |
| 備考     | 安全潜航深度：60m                                              |

呂号第五十八潜水艦（ろごうだいごじゅうはちせんすいかん）は、日本海軍の潜水艦。呂五十七型潜水艦（L3型）の2番艦。竣工時の艦名は第四十七潜水艦。

## 艦歴
1921年（大正10年）2月5日、三菱神戸造船所で起工。1922年（大正11年）3月2日進水。同年11月25日竣工。竣工時の艦名は第四十七潜水艦、二等潜水艦に類別。 1924年（大正13年）11月1日、呂号第五十八潜水艦に改称。1938年（昭和13年）6月1日、艦型名を呂五十七型に改正。
太平洋戦争では艦齢延長工事を実施し、呉防備隊に配属。日本近海の作戦に従事。終戦時、横須賀で訓練艦。1945年（昭和20年）9月15日除籍。同年10月、清水付近で米軍により海没処分。

## 歴代艦長
※艦長等は『日本海軍史』第9巻・第10巻の「将官履歴」及び『官報』に基づく。

### 艤装員長
- （心得）宮崎平 大尉：1922年4月15日[6] -

### 艦長
- （心得）宮崎平 大尉：1922年11月25日[7] - 1922年12月1日[8]
- 宮崎平 少佐：1922年12月1日[8] - 1923年12月1日[9]
- 若林清作 少佐：1923年12月1日 - 1925年12月1日
- 佐藤勉 少佐：1925年12月1日 - 1926年3月1日
- 阿部信夫 少佐：1926年3月1日[10] - 1929年11月1日[11]
- 藤谷安宅 大尉：1929年11月1日[11] - 1932年12月1日[12]
- 永井長太夫（宏明） 少佐：1932年12月1日[12] - 1933年9月1日[13]
- （兼）藤井明義 大尉：1933年9月1日 - 1933年12月1日
- 小林一 少佐：1933年12月1日 - 1934年7月5日
- （兼）原田覚 中佐：1934年7月5日 - 1934年7月16日
- 西野耕三 少佐：1934年7月16日[14] - 1935年7月3日[15]
- 七字恒雄 少佐：1935年7月3日[15] - 1935年11月15日[16]
- （兼）小泉騏一 少佐：1935年11月15日[16] - 1936年2月15日[17]
- （兼）稲田洋 大尉：1936年2月15日[17] - 1936年12月1日[18]
- 入江達 少佐：1937年7月31日[19] - 1938年3月19日[20]
- 井上規矩 少佐：1938年3月19日[20] - 1938年12月15日[21]
- 川崎陸郎 少佐：1938年12月15日[21] - 1939年3月20日[22]
- 稲田洋 少佐：1939年3月20日[22] - 1939年9月1日[23]
- 川崎陸郎 少佐：1939年9月1日[23] - 1940年3月20日[24]
- 吉留善之助 少佐：1940年3月20日[24] - 1940年7月26日[25]
- 日下敏夫 少佐：1940年7月26日[25] - 1940年10月15日[26]
- 吉松田守 少佐：1940年10月15日[26] - 1941年4月28日[27]
- 中島栄 少佐：1941年4月28日[27] - 1941年10月31日[28]
- 田畑直 少佐：1941年10月31日[28] - 1942年1月31日[29]
- 力久松次 少佐：1942年1月31日[29] -